# Joachim Näther

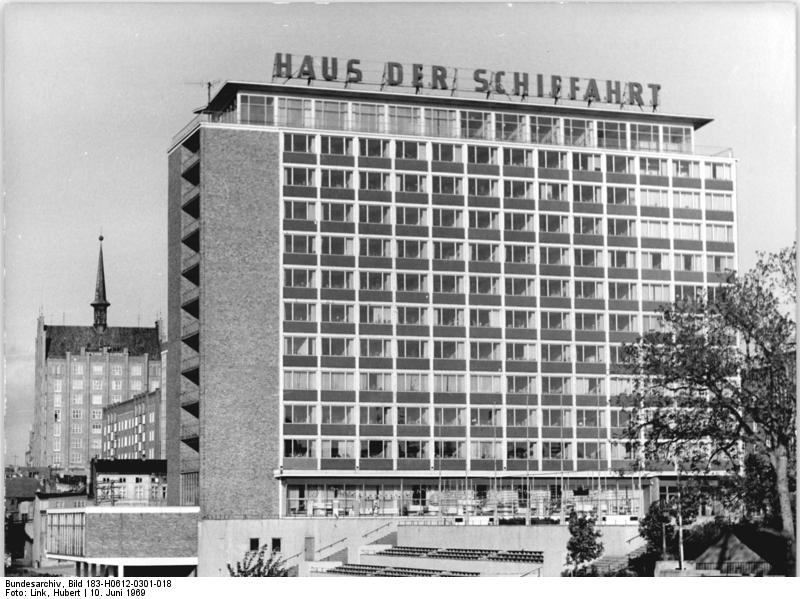
Rostock, Haus der Schifffahrt

Joachim Näther (* 11. März 1925 in Waldau bei Zeitz; † 2009) war ein deutscher Architekt, Stadtplaner und Hochschullehrer.

## Leben
Näther wurde als Sohn eines Maschinenbau-Ingenieurs in Waldau geboren. Nach dem Besuch der Grund- und Oberschule von 1931 bis 1941 absolvierte er eine Maurerlehre. Nach dem Kriegsdienst von 1943 bis 1945 war er 1945 bis  1946 in Kriegsgefangenschaft. Danach besuchte er die Staatliche Ingenieurschule in Magdeburg, die er 1949 als Bauingenieur verließ. 1951/51 trat er der LDPD bei. 1950 bis 1952 war er Architekt in einem privaten Architekturbüro und beim VEB Projektierung in Magdeburg und Halle hier realisierte er mit der Landessportschule Sachsen-Anhalt sein erstes größeres Bauvorhaben.
1951 ging er als Brigadeleiter zum VEB Projektierung in Schwerin. Hier war er für den Bau einer 20-Klassen-Schule in Wismar verantwortlich und beteiligte sich erfolgreich an mehreren Wettbewerben durch Entwürfe für den Wohnungsbau in Wismar (Wohngebiet Vorwendorf) und Pasewalk (1952/53). 1953 wurde er Mitglied der SED.
1953 wurde er Chefarchitekt im VEB Projektierung Rostock und leitete den Aufbau der „ersten sozialistischen Straße“, der Langen Straße, wofür er sich 1952 von Schwerin aus für diesen Posten mit einem prämierten Wettbewerbsbeitrag zur Langen Straße qualifiziert hatte. Er übernahm die Architekturwerkstatt für die „sozialistische Umgestaltung“ der Stadt Rostock und damit auch die Realisierung seiner Entwürfe, u. a. mit Heinz Lösler und Gregor Düsterhöft.
Joachim Näther war auch für die Projektierung des Volkstheaters und das “Haus der Schiffahrt” in Rostock verantwortlich, das von 1959 bis 1962 entstand, und an die neu gegründeten Deutsche Seereederei DSR unter Direktor Wilhelm Knapp übergeben wurde.
1959 nahm er ein Studium an der Hochschule für Architektur und Bauwesen Weimar  auf, das er 1961 als Dipl.-Ing. erfolgreich beendete.
1963 wurde er Chefarchitekt der Typenprojektierung an der Bauakademie der DDR und war zwischen 1964 und 1974 Chefarchitekt von Ost-Berlin. Näther hat einen erheblichen Anteil an der damaligen Neugestaltung verschiedener Ost-Berliner Wohn- und Mischgebiete wie dem Alexanderplatz, der Leipziger Straße und der Fischerinsel geleistet.
Ab 1979 unterrichtete er als Honorarprofessor an der Hochschule für Industrielle Formgestaltung, Burg Giebichenstein, in Halle.

## Auszeichnungen
- Verdienstmedaille der DDR (1959)
- Nationalpreis der DDR I. Klasse für Wissenschaft und Technik (1969)
- Kunstpreis des Bezirkes Rostock (1970)
- Schinkelmedaille des BDA (mehrfach)